# Bomb Shell
Bomb Shell je slovenska poprock skupina, ki deluje od maja 2015.

## Zgodovina
Zasedba je začela kot cover band, ki so ga sestavljali pevka Petra Zore, kitarist Anže Turk, bobnar Brane Štubljar ml. in basist Klemen Berglez. Leta 2016 so postali varovanci založbe Dallas Records in pri njej izdali svojo prvo avtorsko pesem »Narobe svet«, s katero so nastopili na 36. Melodijah morja in sonca. Zanjo so posneli tudi svoj prvi videospot. Sledil je še en festivalski singel, in sicer »Tididam« s Poprocka 2017 (Dnevi slovenske zabavne glasbe). Poleti 2017 je skupino zapustil Berglez, pridružil pa se ji je klaviaturist Tim Zupančič. Njihova tretja skladba »Poletim« je bila izbrana na razpisu Imamo novo glasbo Ministrstva za kulturo in RTV Slovenija in pozneje uvrščena na istoimensko kompilacijo. V tem času (jeseni 2017) so dodali še enega člana – basista Maja Dolšaka Fabrisa. Aprila 2018 so izdali pesem »Bejbi«, in sicer pod okriljem založbe Menart. Ta jim je junija podelila priznanje za izjemne glasbene dosežke v 2017/2018 v kategoriji debitantska pop rock skupina. Konec leta (novembra/decembra) je prišlo še do ene kadrovske spremembe: Dolšaka Fabrisa je zamenjal Aljaž Božič. 5. aprila 2019 je pri založbi Menart izšel njihov albumski prvenec Ob petih.
Septembra 2019 so izdali singel »Prepusti se«, in sicer kot kvartet, saj se je od skupine poslovil klaviaturist Tim Zupančič. Jeseni je Zore sodelovala v 5. sezoni šova Znan obraz ima svoj glas. Zaradi njene večje prepoznavnosti so naslednje tri single, »Lublana«, »Sama« in »Vsi smo ljudje«, izdali pod imenom Petra Zore & Bomb Shell. Nealbumska »Lublana« je še izšla pri založbi Menart, odtlej (»Sama« je bila zadnji singel z albuma Ob petih) pa izdajajo v samozaložbi. Pri pesmi »Vsi smo ljudje«, izdani junija 2021, je že sodeloval kitarist Tadej Hribernik, ki je nekako do jeseni tudi »uradno« postal član skupine (z njimi je igral že čez poletje). Januarja 2023 so izdali drugo ploščo Tri leta kasneje. 8. julija so drugič nastopili na Melodijah morja in sonca, s skladbo »Potujem«. Za to skladbo so člani zasedbe prejeli nagrado za najboljšo glasbo, zasedli 2. mesto po mnenju strokovne žirije, ter v skupnem seštevku pristali na 3. mestu.

## Člani
Trenutni
- Petra Zore − vokal
- Anže Turk − kitara
- Tadej Hribernik − kitara
- Aljaž Božič − bas kitara
- Brane Štubljar ml. − bobni

Nekdanji
- Klemen Berglez (2015–17) – bas kitara
- Maj Dolšak Fabris (2017–18) – bas kitara
- Tim Zupančič (2017–19) – klaviature

## Diskografija
Albumi
- 2019: Ob petih
- 2023: Tri leta kasneje

Singli
| Leto | Pesem                                    | Uradni videospot | Digitalni singel | Album            |
| ---- | ---------------------------------------- | ---------------- | ---------------- | ---------------- |
| 2016 | Narobe svet                              | ✓                | ✓                | Ob petih         |
| 2017 | Tididam                                  | ✓                |                  | Ob petih         |
| 2017 | Poletim                                  | ✓                |                  | Ob petih         |
| 2018 | Bejbi                                    | ✓                | ✓                | Ob petih         |
| 2019 | Bodi ti                                  | ✓                | ✓                | Ob petih         |
| 2019 | Verjemi                                  | ✓                |                  | Ob petih         |
| 2019 | Prepusti se                              | ✓                | ✓                | Ob petih         |
| 2019 | Lublana (Petra Zore & Bomb Shell)        | ✓                | ✓                | —                |
| 2020 | Sama (Petra Zore & Bomb Shell)           |                  |                  | Ob petih         |
| 2021 | Vsi smo ljudje (Petra Zore & Bomb Shell) | ✓                | ✓                | Tri leta kasneje |
| 2022 | Škoda                                    | ✓                | ✓                | Tri leta kasneje |
| 2022 | Na postaji 6 (ft. Julijan Erič)          | ✓                | ✓                | Tri leta kasneje |
| 2022 | Good Vibes                               |                  | ✓                | Tri leta kasneje |
| 2023 | Welcome to the Show                      | ✓                |                  | Tri leta kasneje |
| 2023 | Boli                                     | ✓                |                  | Tri leta kasneje |
| 2023 | Potujem                                  |                  | ✓                | —                |
| 2025 | Kaj pa, če?                              | ✓                | ✓                | —                |